# Mer de Noms
Mer de Noms è il primo album in studio del gruppo musicale statunitense A Perfect Circle, pubblicato il 23 maggio 2000 dalla Virgin Records.

## Scrittura e registrazione
Mer de Noms nasce dalla volontà da parte del tecnico del suono e chitarrista Billy Howerdel di sviluppare numerose demo strumentali registrate a partire dal 1988 e revisionate per diversi anni. Nonostante nei piani di Howerdel il progetto prevedeva una voce femminile come Elizabeth Fraser, dopo l'incontro con Maynard James Keenan, frontman dei Tool, il progetto prese piede nel 1999 con Keenan alla voce e impegnato nella stesura dei testi.
Il disco venne registrato tra l'agosto 1999 ed il 2000 nell'home studio di Howerdel, situato nel suo garage di North Hollywood su workstation audio digitale sotto la sua direzione, ad eccezione delle parti di batteria. In merito a questo approccio, Keenan, abituato a registrare con i Tool in grandi studi di registrazione e su nastro, ha dovuto adeguarsi ad un workflow completamente diverso, con non poche difficoltà, dimostrandosi comunque molto soddisfatto del risultato sonoro ottenuto. Le parti di batteria sono invece state registrate tra gli studi The Chop Shop, Sound City e Exstasy Studio di Los Angeles, prima da Tim Alexander e successivamente sovraincise da Josh Freese, con il contributo di Alexander che è stato preferito a quello di Freese nella sola traccia The Hollow. Infine, il missaggio è stato curato da Howerdel e Alan Moulder.

## Stile musicale e tematiche
Nonostante sia stato erroneamente accostato da una parte della critica specializzata alla corrente nu metal, Mer de Noms si presenta come un disco art rock ricco di elementi e forti influenze progressive, hard rock, pop rock, dark, heavy metal e post-rock. Musicalmente si dimostra un lavoro rotondo e ricco, dove si alternano brani molto più leggeri come la ballata 3 Libras e tracce più pesanti legate allo stile dei Tool, come nel caso del singolo Judith.
Dal punto di vista stilistico, spaziando tra l'utilizzo di strumenti atipici come violino e xilofono, l'album è caratterizzato da un'atmosfera cupa e mistica in linea con i testi, narranti tematiche come le relazioni umane, la morte e la religione; sono inoltre presenti riferimenti all'epica greca (Orestes), ai racconti biblici (Magdalena) e alle fiabe dei Fratelli Grimm (Sleeping Beauty).

## Titolo e copertina
Il titolo scelto per album (tradotto dal francese in "mare di nomi") fa riferimento ai titoli dei brani, ovvero nomi di persone incontrate da Keenan durante la sua vita; un esempio è il brano Renholdër, anagramma di "Re:D.Lohner", riferimento al polistrumentista Danny Lohner, futuro collaboratore del gruppo a partire dall'album successivo.
All'interno del libretto dell'album i titoli delle tracce sono scritti in un alfabeto di rune che verrà successivamente adottato dalla band. Le scritte dietro al logo presente sulla copertina, disegnato da Howerdel, si traducono in "La cascata dei nomi" (dal francese "la cascade des prénoms").

## Accoglienza
| Recensione    | Giudizio |
| ------------- | -------- |
| AllMusic      |          |
| NME           | 7/10     |
| Rolling Stone |          |

Mer de Noms ha ricevuto recensioni miste da parte della critica musicale: Pat Blashill di Rolling Stone che lo ha definito un disco «eccentrico», «desideroso» e come «un sogno disperato di quello che era il rock»; Ned Raggett di AllMusic ha invece descritto la «collaborazione avvincente tra la voce dolorante di Keenan e la grande abilità artistica di Howerdel» come «uno dei migliori schizzi del 2000 di ciò che è rimasto del 'rock moderno'».
Nel 2005 Mer de Noms è stato inserito al numero 443 nella classifica The 500 Greatest Rock & Metal Albums of All Time della rivista Rock Hard. L'album è stato inoltre inserito al quindicesimo posto della classifica Best Debut Hard Rock Albums della webzine Loudwire. Mentre nel 2016 è stato inserito nella lista dei dieci album alternative metal essenziali secondo Metal Hammer, finendo per essere inserito quattro anni dopo anche nella lista dei venti migliori album del 2000.

## Tracce
Testi e musiche di Billy Howerdel e Maynard James Keenan.
1. The Hollow – 2:58
2. Magdalena – 4:04
3. Rose – 3:25
4. Judith – 4:05
5. Orestes – 4:47
6. 3 Libras – 3:37
7. Sleeping Beauty – 4:08
8. Thomas – 3:28
9. Renholdër – 2:23
10. Thinking of You – 4:32
11. Breña – 4:04
12. Over – 2:20

Traccia bonus nell'edizione giapponese
1. Orestes (Demo) – 3:23

- Il brano Over e quello bonus Orestes (Demo) sono separati da 31 tracce di silenzio, ciascuna della durata di 0:04.

CD bonus nell'edizione limitata
- Audio

1. Orestes (Live) – 4:49
2. Thomas (Live) – 3:40
3. Rose (Live) – 3:36

- Video

1. Judith (Video) – 4:00 – diretto da David Fincher
2. Interview – 9:13 – diretto da Bart Lipton, 25 maggio 2000

- Foto

1. Rare Photographs – di Sean Murphy, David Palmer, Paul Natkin

CD bonus nell'edizione Best Buy
1. Magdalena (Live) – 4:16
2. Breña (Live) – 4:04

Tracce alternative nella riedizione doppio LP
- Lato C

1. Sleeping Beauty (Extended Intro) – 5:02

- Lato D

1. Over (Alt.) – 2:43

## Formazione
Hanno partecipato alle registrazioni, secondo le note di copertina:
Gruppo
- Billy Howerdel – chitarra (eccetto traccia 12), basso (eccetto tracce 7, 9 e 12), cori (tracce 1, 4, 5, 10 e 11), programmazione (tracce 3, 8 e 10), tastiera (traccia 5), voce (traccia 9), pianoforte (tracce 9 e 12)
- Maynard James Keenan – voce (eccetto traccia 9), cori (traccia 9), kalimba (traccia 12)
- Paz Lenchantin –  violino (tracce 3, 6 e 9), arrangiamento strumenti ad arco (traccia 3), cori (tracce 4, 5 e 9), basso (traccia 7)
- Josh Freese – batteria (eccetto tracce 1 e 12), percussioni (traccia 9)
- Troy Van Leeuwen – chitarra solista (tracce 7 e 10)

Altri musicisti
- Tim Alexander – batteria (traccia 1)
- Luciano Lenchantin – viola (traccia 6)
- Draven Godwin – percussioni (traccia 8)
- Kelli Shafer – voce (traccia 9)

Produzione
- Billy Howerdel – produzione, missaggio, ingegneria del suono, grafica
- Alan Moulder – missaggio, ingegneria parti di batteria (traccia 9)
- Frank Gryner – ingegneria parti di batteria (tracce 1, 5, 6, 9 e 11)
- Critter – ingegneria parti di batteria (tracce 2-4, 7, 8, 10 e 11)
- Eddy Schreyer – mastering
- Steven R. Gilmore – direzione artistica, grafica, computer grafica, illustrazione
- Sean Murphy – fotografia

## Successo commerciale
L'album ha ottenuto un discreto successo grazie alle 188 000 copie vendute nella prima settimana, piazzandosi al 4º posto della Billboard 200, evento che rende tuttora Mer de Noms il debutto di maggior successo di un gruppo rock nella storia della classifica.
L'album è stato poi certificato disco di platino il 31 ottobre 2000, restando 51 settimane consecutive in classifica.

## Classifiche

### Classifiche settimanali
| Classifica (2000) | Posizione massima |
| ----------------- | ----------------- |
| Australia         | 2                 |
| Canada            | 5                 |
| Germania          | 55                |
| Norvegia          | 32                |
| Nuova Zelanda     | 2                 |
| Paesi Bassi       | 81                |
| Regno Unito       | 55                |
| Stati Uniti       | 4                 |
| Svezia            | 54                |

### Classifiche di fine anno
| Classifica (2000) | Posizione |
| ----------------- | --------- |
| Australia         | 92        |
| Stati Uniti       | 90        |